# Per Jensen
Per Allex Jensen dit Per Jensen, (né le 10 décembre 1930 à Copenhague au Danemark et mort le 14 décembre 2009) est un joueur de football danois international, qui jouait en tant qu'attaquant.
Il est connu pour avoir terminé meilleur buteur du championnat du Danemark lors de la saison 1959 avec 20 buts.